# Értéknap
Az értéknap vagy valutanap azt a banki munkanapot jelenti, amelyen a feleknek egy ügylet (tranzakció, művelet) keretében egymásnak a megállapodás vagy a vonatkozó előírások értelmében ténylegesen teljesíteniük kell. 
Jóváírásoknál: ettől a munkanaptól kezdve kezd a bank kamatot fizetni. 
Terheléseknél: ettől a munkanaptól kezdve szűnik meg a bank kamatot fizetni a folyószámlára terhelt összegre.
A valutanapnak különös jelentősége van az olyan pénzügyi műveleteknél, amelyek változó árfolyamú értékpapírokra vonatkoznak: ez határozza meg, hogy milyen árfolyamon történik a teljesítés.